# Philcoxia bahiensis
Philcoxia bahiensis là một loài thực vật có hoa trong họ Huyền sâm. Loài này được V.C.Souza & Harley mô tả khoa học đầu tiên năm 2000.